# Abadia de Sant Llorenç de Vernosoubre
L'abadia de Sant Llorenç de Vernosoubre fou un establiment religiós a Occitània a la diòcesi de Narbona, fundat per Benet d'Aniana. Inicialment va portar el nom de Sant Llorenç d'Olihegio i se suposa situat cap a Citou a la riba del rierol Argendouble, à a uns 5 km al nord de Cauna (Caunes-Minervois) però és quasi segur el mateix que al segle ix apareix amb el nom de Sant Llorenç de Vernosoubre (llatí Vernaduprense, francès Vernazobre) a la vora d'un rierol de nom Vernosoubre. Se l'ha volgut identificar amb el de Saint-Chinian que encara existeix, a la riba del mateix rierol, però sembla clar que foren diferents encara que per un temps governats conjuntament sota el mateix abat (vers 899) fins que finalment van esdevenir un sol monestir anomenat de Saint-Laurent i Saint-Agnan (el segon nom per corrupció de saint Chinian, bisbe d'Orléans).